# 艾薇儿·拉维尼替身阴谋论
艾薇儿·拉维尼替身阴谋论是一个阴谋论和都市传说。这一阴谋论认为，加拿大歌手艾薇儿·拉维尼于2003年她的首张录音室专辑《展翅高飞》发行后不久去世，并被名为梅丽莎·万德拉的替身取代。支持这一说法的人所提出的证据包括艾薇儿2003年至今的外表变化；其后续作品《酷到骨子里》中的潜意识信息；一张照片中艾薇儿手上写着“梅丽莎”的名字等。
该说法的起源可以追溯到2011年巴西的一个名为（意为“艾薇儿已死”）的博客账号。该博客引发了互联网论坛上关于艾薇儿被替身替代的证据的相关讨论。2017年5月，有人在Twitter上发布了一条关于艾薇儿被替身的时间线来证明这一说法，使得这一阴谋论的关注度一时骤增。艾薇儿本人多次否认这一说法。

## 起源
一些消息来源声称这一阴谋论最早可追溯到2005年，不过一般认为此说法的起源是2011年一个名为“艾薇儿已死”的巴西博客。这一阴谋论认为，艾薇儿在发布了首张专辑《展翅高飞》后就因为名声的压力与祖父去世的打击而陷入了深度抑郁之中，并在不久后自杀身亡。
支持这一阴谋论的人认为，最初，为了保护当时正在隐居休养的艾薇儿，一位名叫梅丽莎·万德拉（英語：Melissa Vandella）的长相酷似艾薇儿的人被雇来分散狗仔队的注意力，并与艾薇儿相互认识，成了朋友。在所谓艾薇儿去世前不久，梅丽莎被教导如何像歌手一样唱歌和表演。在艾薇儿去世后，其唱片公司为继续盈利而封锁了这个消息，并让梅丽莎取而代之。而艾薇儿之后的所有作品都是由这位替身演唱的。这一论调的支持者声称的证据包括：随着时间的推移，艾薇儿的照片中出现了新的皮肤瑕疵，同时也有一些旧的皮肤瑕疵消失了，以及在一张艾薇儿的宣传照中她手上写着“梅丽莎”的字样。
一个ID为“艾薇儿特别行动队”（英語：Avril Rangers）的账号在ATRL等网络论坛上发布支持该阴谋论的证据，其后这一阴谋论的关注度迅速上升。2012年，有一篇ATRL帖子称真正的艾薇儿可能实际上还活着，并贴出了一张据称是“假艾薇儿”患莱姆病期间真艾薇儿外出购买奶酪的照片。该阴谋论的支持者还声称，由于梅丽莎对“参与这场闹剧”感到内疚，因而在后续的作品里加入了一些潜意识信息，这些潜意识信息隐藏在艾薇儿第二张专辑《酷到骨子里》的标题以及其中快樂的結局等歌的歌词里。

## 回应
艾薇儿第一次回应谣言是在2017年11月的Facebook直播问答中。一位粉丝问她是否死了，艾薇儿回答说：“不，我没死。我在这里。”她继续表示，该阴谋的产生只是因为“人们感到无聊，需要谈资”。2018年11月，在澳大利亚电台KIIS 106.5的一场采访中，艾薇儿再次被问及这个问题。她此次回答：“有些人认为我不是真正的我，这太奇怪了！他们为什么会这样想？”该电台主持人凯尔·桑迪兰兹和杰基·O称，艾薇儿“实际上从未完全否认”她已被替身替代，并暗示采访期间发生的技术问题是可疑的巧合。在2019年接受《娱乐周刊》采访时，艾薇儿直接谈到了这一阴谋论，称其为“愚蠢的互联网谣言”，并说她“对人们接受它感到震惊”。
2013年，另有一起死亡骗局称艾薇儿在惠斯勒黑梳山滑雪场滑雪时发生事故而丧生。